# Jina Valentine
Jina Valentine (sinh ngày 9 tháng 11 năm 1979 tại Berwyn, Pennsylvania) là một nghệ sĩ thị giác đương đại người Mỹ gốc Phi sở hữu những tác phẩm được truyền tải từ các kỹ thuật và chiến lược của giới nghệ sĩ dân gian Mỹ. Cô sử dụng nhiều phương tiện khác nhau để thêu dệt nên lịch sử—bao gồm hội họa, nghệ thuật làm giấy, cắt dán vật thể tìm thấy và lưu trữ nguyên gốc.

## Học vấn
Valentine lấy bằng Thạc sĩ từ Đại học Stanford sau khi nhập học Đại học Pennsylvania và Trường Đại học Mỹ thuật California. Cô thi đậu bằng Cử nhân từ Đại học Carnegie Mellon và cũng từng có thời gian lưu học ở Pháp tại Trường Lacoste.

## Sự nghiệp
Jina Valentine khởi đầu sự nghiệp tại thành phố Chicago, trên cương vị Trợ lý Giáo sư ngành Phương tiện truyền thông in tại Trường Nghệ thuật Viện Nghệ thuật Chicago. Trước đây, cô từng làm Trợ lý Giáo sư Nghệ thuật của Đại học North Carolina tại Chapel Hill. Khi tích lũy được nhiều kinh nghiệm quý báu qua việc giảng dạy, Valentine bèn đứng ra tổ chức những buổi triển lãm trước công chúng tại các địa điểm bao gồm trung tâm hội họa The Drawing Center, Bảo tàng Studio ở Harlem, Quỹ CUE, Quỹ Elizabeth, Phòng trưng bày Patricia Sweetow, Phòng trưng bày Fleisher-Ollman, Phòng trưng bày Marlborough, Phòng trưng bày Ogilvy, và chuỗi khách sạn bảo tàng 21C Museum Hotel (Durham).
Cô được nhận lời mời vào làm việc tại Trung tâm Nghệ thuật Atlantic, Women's Studio Workshop, xưởng điêu khắc Sculpture Space, Trường Hội họa và Điêu khắc Skowhegan, Viện Nghệ thuật Santa Fe, và trung tâm nghệ thuật quốc tế Cité internationale des arts ở thủ đô Paris nước Pháp.
Năm 2011, Valentine  cho xuất bản cuốn Ticket to the Unknown (Tấm vé Vô danh), bản dịch các tác phẩm của họa sĩ không chuyên người Thụy Sĩ Aloise Corbaz. Cuốn sách được xuất bản như một phần của Kế hoạch và Chương trình Tương lai của Steffani Jemison, một dự án xuất bản các tác phẩm văn học của giới nghệ sĩ da màu.
Valentine được nhận khoản tài trợ Joan Mitchell MFA Grant, Học bổng của Ủy ban Nghệ thuật San Francisco, và Giải thưởng các Lĩnh vực Mới nổi của Creative Capital. Tác phẩm của cô cũng được ra mắt trên trang bìa của tập san xuất bản hàng quý Southern Cultures, số ra mùa hè năm 2015.
Bên cạnh đó, Valentine còn hợp tác với nghệ sĩ Heather Hart đồng sáng lập Black Lunch Table vào năm 2005. Dự án đang triển khai nhằm tạo ra một kho lưu trữ truyền khẩu, triển lãm tranh hằng năm và edit-a-thon của Wikipedia.